# 危險駕駛引致他人死亡
危險駕駛引致他人死亡（英語：Dangerous Driving Causing Death），是一項香港的刑事罪名，是交通意外的司機有機會被指控的刑事罪名。
自2000年7月1日起，「魯莽駕駛」和「魯莽駕駛引致他人死亡」分別被「危險駕駛」和「危險駕駛引致他人死亡」所取代。

## 危險駕駛
危險駕駛（英語：Dangerous Driving）有別於不小心駕駛。
危險駕駛包括無牌駕駛、不理會交通訊號、不理會路面交通情況、不顧警方路障或交通指揮、超速駕駛、小路出大路不停車又不減速、扒頭（超車）、玩飄移、逆線、酒後駕駛、衝紅燈等。
危險駕駛本身已是刑事罪行。最高刑罰為罰款港幣25,000元及監禁3年，如屬首次定罪，將被取消駕駛資格半年或以上；如其後再次被定罪，則將被取消駕駛資格1年半或以上。並須強制修習駕駛改進課程及交通違例記分制之中記10分。
但如因為危險駕駛，引致他人（包括乘客、行人和其他車輛的司機）死亡或受到嚴重傷害，一般將會控以「危險駕駛引致他人死亡」和「危險駕駛引致他人身體受嚴重傷害」的罪行。

## 法例
依《香港法例》第374章《道路交通條例》的「危險駕駛引致他人死亡」，最高刑罰為罰款HK$50,000及監禁10年；如屬首次定罪者，可被取消駕駛資格5年或以上；如其後再次被定罪，則可被取消駕駛資格10年或以上。
而「危險駕駛引致他人身體受嚴重傷害」，最高刑罰為罰款港幣5萬元及監禁7年；如屬首次定罪者，可被取消駕駛資格2年或以上；如其後再次被定罪，則可被取消駕駛資格5年或以上。
如受害者為警務人員，如警務人員傷勢較輕，亦可以被加控「襲擊警務人員」罪，該罪之最高刑罰為罰款$5,000及監禁6個月。
上述三項罪名均須強制修習駕駛改進課程，及交通違例記分制之中記10分；另外加入「犯罪情節特別嚴重」加刑因素，如司機干犯任何危險駕駛罪行時，其體內
1. 酒精濃度達第3級（即每100毫升呼氣／血液／尿液分別超過66微克／150毫克／201毫克的酒精），或拒絕接受酒精呼氣／血液／尿液測試；或
2. 含有任何份量的指明違禁藥物（即海洛英、氯胺酮、「冰」、大麻、可卡因或「搖頭丸」）

會視作「犯罪情節特別嚴重」，有關罪行的最高罰款額、最高監禁期和最短停牌期各增加50%。在2010年的19修訂案增加的2AB款及2011年道路交通條例的修正案年第24號第6條中，法庭有權對再犯者或犯罪情節特別嚴重者判處終身停牌等更嚴格的刑罰。
此外，如犯罪情節相當惡劣，根據案例有機會以嚴重傷人、誤殺甚至企圖謀殺作為交替控罪。例如為1983年邱德根兒子邱達成在何文田公主道撞死交通警員，由於遇害者為警務人員，加上邱達成在案發前後一直酗酒，最後因誤殺罪入獄4年。至於落馬洲車禍案及大埔公路車禍案，兩名駕駛者的駕駛態度均極其惡劣，他殺證據明顯，其中前者本身酗酒，後者則患上阿氏保加症，在精神上無法控制情緒（但並非精神分裂），導致災難性後果，最終不得不控以誤殺及意圖謀殺（後者）。